# Anisopodus conspersus
Anisopodus conspersus är en skalbaggsart som beskrevs av Aurivillius 1922. Anisopodus conspersus ingår i släktet Anisopodus och familjen långhorningar. Inga underarter finns listade i Catalogue of Life.